# Indonemoura nahkui
Indonemoura nahkui is een steenvlieg uit de familie beeksteenvliegen (Nemouridae). De wetenschappelijke naam van de soort is voor het eerst geldig gepubliceerd in 1967 door Aubert.